# Székelyabod
Székelyabod (1899-ig Abod, románul Abud) falu Romániában Maros megyében.

## Fekvése
Székely falu Marosvásárhelytől 28 km-re keletre, községközpontjától Makfalvától északra 3 km-re az Abodi-patak völgyében. Egykori járási székhely.

## Története
1567-ben Abod néven említik. A falu egykor a Nádszeg rétjén feküdt, melyet ma is Kisabodnak neveznek. 1910-ben 516 lakosa volt, 10 kivételével mind magyarok. A trianoni békeszerződésig Maros-Torda vármegye Nyárádszeredai járásához tartozott. 1992-ben 226 székely lakosa volt.

## Látnivalók
Református temploma a falu déli részén áll.